# Mediorhynchus alecturae
Espèce
Synonymes
- Empodius alecturae Johnston & Edmonds, 1947

Mediorhynchus alecturae est une espèce d'acanthocéphales de la famille des Gigantorhynchidae.

## Distribution
Cette espèce se rencontre en Australie.
Adulte, c'est un parasite digestif d'oiseaux. Il a été observé sur Alectura lathami.

## Systématique et taxinomie
Cette espèce a été décrite sous le protonyme Empodius alecturae par Thomas Harvey Johnston et Stanley Joe Edmonds en 1947.

## Publication originale
- Johnston & Edmonds, 1947 : Australian Acanthocephala n° 6. Records of the South Australian Museum, vol. 8, p. 555-562 (texte intégral).